# فلاویو میرلس
فلاویو میرلس (انگلیسی: Flávio Meireles؛ زادهٔ ۳ اکتبر ۱۹۷۶) بازیکن فوتبال اهل پرتغال است.
از باشگاه‌هایی که در آن بازی کرده‌است می‌توان به باشگاه فوتبال موریرنز و باشگاه فوتبال ویتوریا گیماریش اشاره کرد.